# Surmont
Surmont ist eine französische Gemeinde mit 123 Einwohnern (Stand: 1. Januar 2022) im Département Doubs in der Region Bourgogne-Franche-Comté.

## Geographie
Surmont liegt auf 673 m, drei Kilometer südöstlich von Sancey-le-Grand und etwa 29 Kilometer südsüdwestlich der Stadt Montbéliard (Luftlinie). Das Dorf erstreckt sich im Jura, auf einem Hochplateau, das sich zwischen dem Becken von Sancey (Vallon de Sancey) und dem Höhenrücken der Côte Noire ausdehnt.
Die Fläche des 7,38 km² großen Gemeindegebiets umfasst einen Abschnitt des französischen Juras. Der Hauptteil des Gebietes wird vom Hochplateau von Surmont eingenommen, das durchschnittlich auf 670 m liegt. Es ist überwiegend von Acker- und Wiesland bestanden, zeigt aber auch einige Waldflächen. Das Plateau wird im Westen vom Taleinschnitt des Ruisseau de Voitre, im Nordosten von demjenigen des Ruisseau de la Baume begrenzt. Beide Täler sind rund 100 m tief in das Hochplateau eingesenkt, wobei die Grenze meist entlang der Oberkante des Steilhangs verläuft. Dazwischen befindet sich der nach Nordwesten ausgreifende Vorsprung des Bois de l’Ouche. Nach Süden erstreckt sich das Gemeindeareal über eine Geländestufe bis auf den breiten Höhenrücken der Côte Noire, der das Plateau vom Becken von Pierrefontaine trennt. Auf dem Kamm wird mit 793 m die höchste Erhebung von Surmont erreicht.
Nachbargemeinden von Surmont sind Sancey und Sancey-le-Long im Norden, Provenchère im Osten, Belleherbe im Süden sowie Laviron im Westen.

## Geschichte
Im Mittelalter gehörte Surmont zum Herrschaftsgebiet von Belvoir. Zusammen mit der Franche-Comté gelangte das Dorf mit dem Frieden von Nimwegen 1678 an Frankreich.

## Bevölkerung
| Jahr                       | 1962 | 1968 | 1975 | 1982 | 1990 | 1999 | 2016 |
| Einwohner                  | 138  | 132  | 121  | 125  | 128  | 129  | 124  |
| Quellen: Cassini und INSEE |      |      |      |      |      |      |      |

Mit 123 Einwohnern (Stand 1. Januar 2022) gehört Surmont zu den kleinsten Gemeinden des Départements Doubs. Nachdem die Einwohnerzahl in der ersten Hälfte des 20. Jahrhunderts deutlich abgenommen hatte (1881 wurden noch 238 Personen gezählt), wurden seit Beginn der 1950er Jahre nur noch geringe Schwankungen verzeichnet.

## Sehenswürdigkeiten
Die Dorfkirche Sainte-Anne wurde im Jahr 1848 an der Stelle einer spätmittelalterlichen Kapelle erbaut.

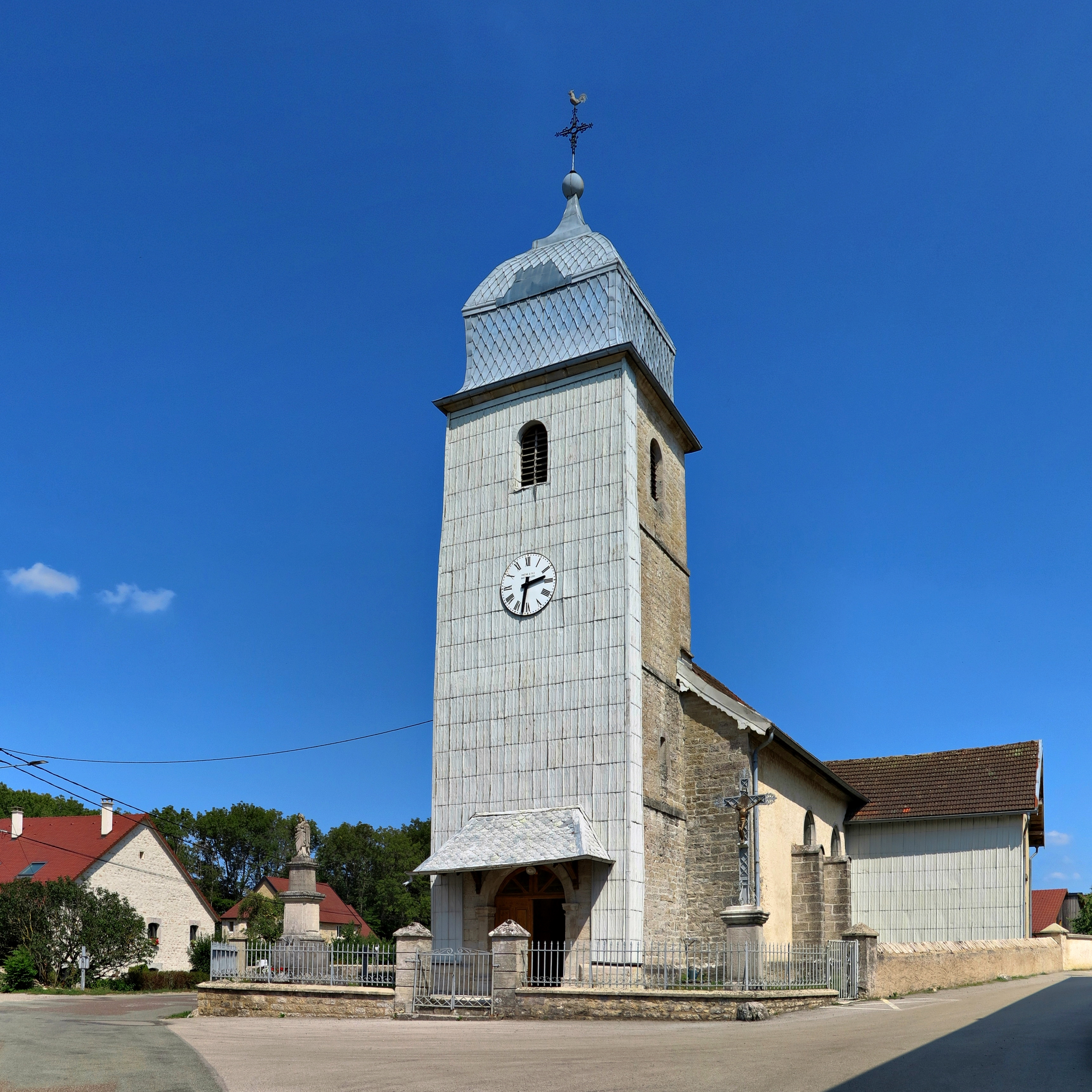
Kirche Sainte-Anne, Südwestseite
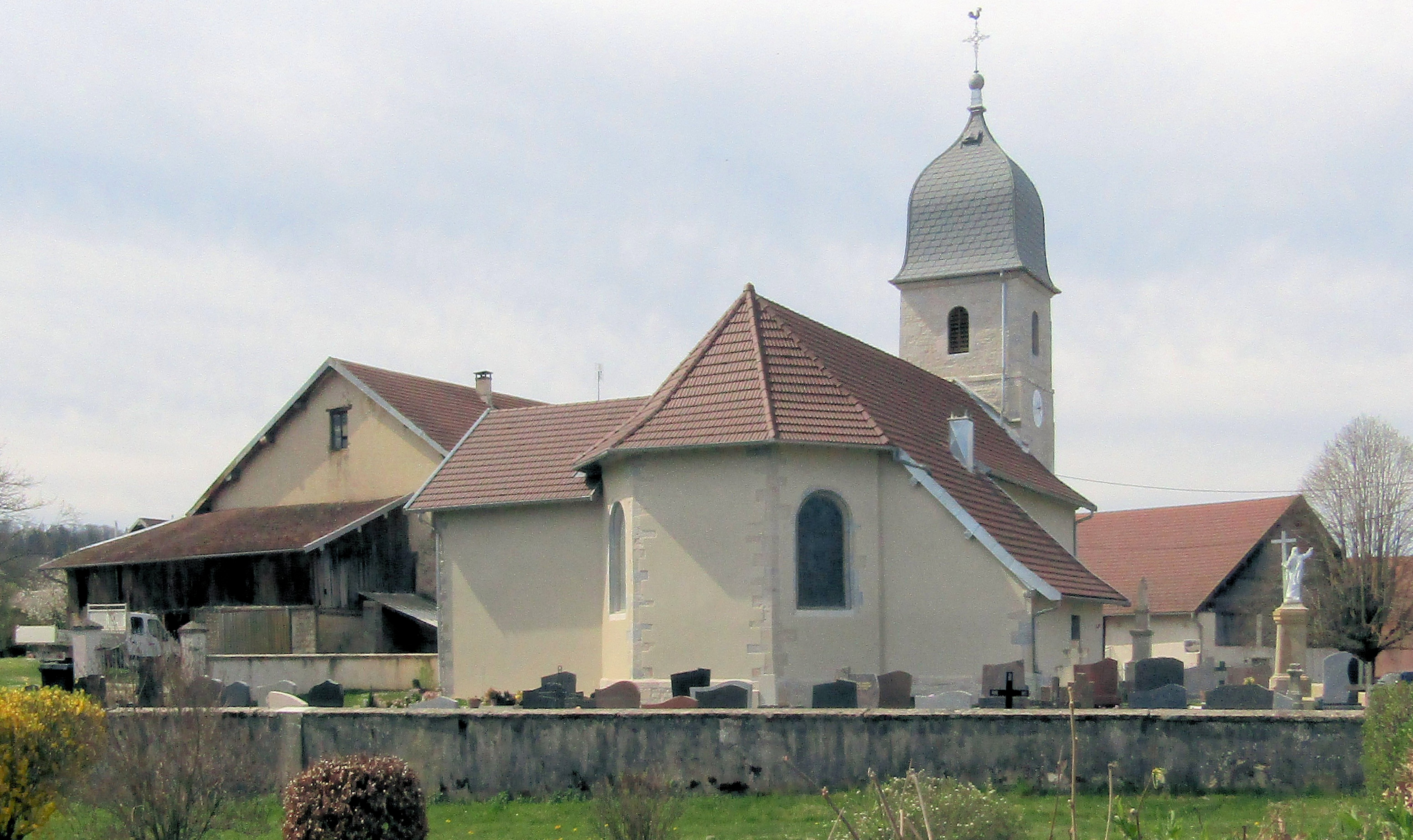
Kirche Sainte-Anne, Nordostseite

## Wirtschaft und Infrastruktur
Surmont war bis weit ins 20. Jahrhundert hinein ein vorwiegend durch die Landwirtschaft (Ackerbau, Milchwirtschaft und Viehzucht) geprägtes Dorf. Daneben gibt es heute einige Betriebe des lokalen Kleingewerbes. Viele Erwerbstätige sind auch Wegpendler, die in den größeren Ortschaften der Umgebung ihrer Arbeit nachgehen.
Die Ortschaft liegt abseits der größeren Durchgangsstraßen an einer Departementsstraße, die von Sancey-le-Grand nach La Violette führt. Eine weitere Straßenverbindung besteht mit Provenchère.